# بانداج فردی

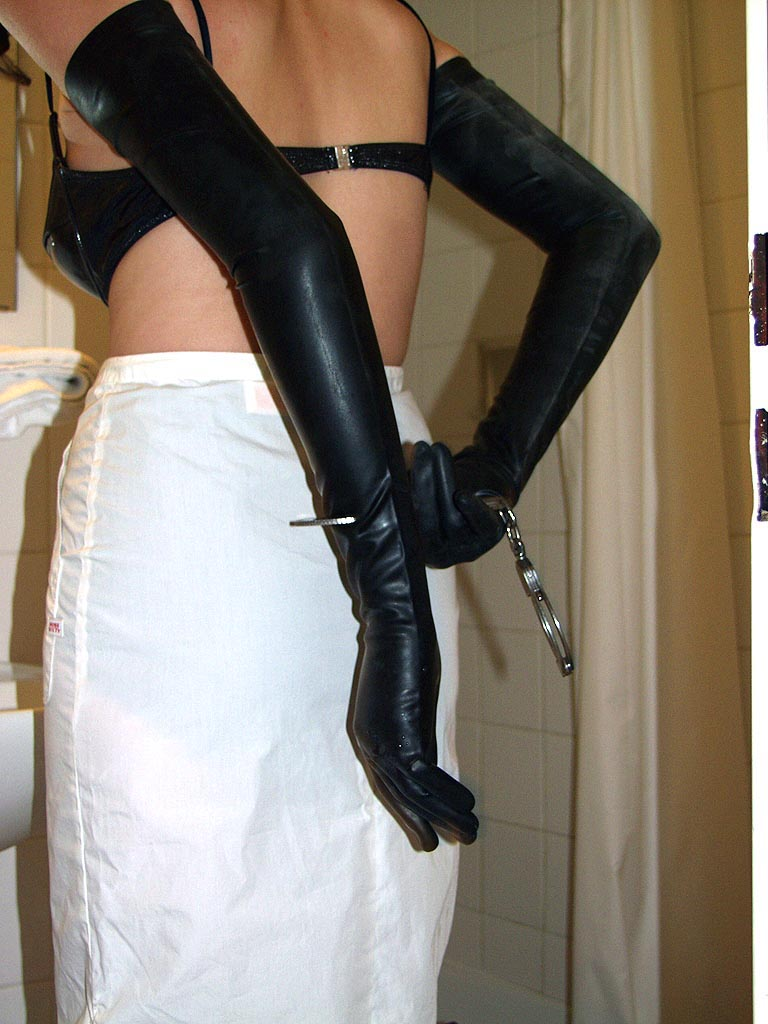
زنی که به خود دستبند میزند

بانداج فردی، استفاده از محدودکننده هایی برای خود با هدف ایجاد لذت شهوانی تعریف میشود . این عمل در ارتباط با بانداج جنسی است که به تنهایی قابلیت اجرایی دارد. 
بانداج فردی با تجربه و هوشیاری خود فرد صورت میگیرد و می تواند از بانداج مرسوم خطرناکتر باشد.